# Valdez (Ecuador)
Valdez, auch als Limones bekannt, ist eine Kleinstadt und die einzige Parroquia urbana („städtisches Kirchspiel“) im Kanton Eloy Alfaro der ecuadorianischen Provinz Esmeraldas. Die Parroquia besitzt eine Fläche von 92,86 km². Die Einwohnerzahl lag im Jahr 2010 bei 6226. Davon wohnten 5302 Einwohner im Hauptort Valdez.

## Lage
Die Parroquia Valdez erstreckt sich über mehrere Inseln im westlichen Teil eines Archipels vor der Pazifikküste Nordwest-Ecuadors. Der Hauptort Valdez befindet sich an der Ostküste der Insel Isla Canchimalero 80 km ostnordöstlich der Provinzhauptstadt Esmeraldas. Im Westen wird das Gebiet von der Mündung des Río Cayapas begrenzt. Im Süden und im Südosten trennen die Meeresstraßen Estero Atajo Grande und Río Los Atajos die Inseln des Verwaltungsgebietes vom Festland. Im Osten gehört eine Insel mit dem Ort La Tolita de los Ruano zur Parroquia. Diese wird über eine schmale Meeresstraße von der Isla Santa Rosa getrennt, die zur benachbarten Parroquia Pampanal de Bolívar gehört.
Die Parroquia Valdez grenzt im Nordosten an die Parroquia Pampanal de Bolívar, im Osten und im Süden an die Parroquia Tambillo (Kanton San Lorenzo) sowie im Westen an die Parroquia La Tola.

## Orte und Siedlungen
Neben dem Hauptort gibt es folgende Orte in der Parroquia: Canchimalero, La Tolita de los Ruano und La Tolita – Pampa de Oro.

## Geschichte
Die Parroquia Valdez wurde am 4. März 1898 im Kanton Esmeraldas gegründet. Am 16. Oktober 1941 wurde der Kanton Eloy Alfaro gegründet und Valdez wurde eine Parroquia urbana und Sitz der Kantonsverwaltung.

## Ökologie
Die Parroquia befindet sich im Schutzgebiet Reserva Ecológica Manglares Cayapas Mataje.